# Helen Wallis
Helen Margaret Wallis (Gran Londres, 17 de agosto de 1924-Londres, 7 de febrero de 1995) fue conservadora de mapas en el Museo Británico (después Biblioteca Británica) de 1967 a 1987.

## Trayectoria
Nació en Dunkery, Park Road, Barnet el 17 de agosto de 1924. Sus padres eran Mary McCulloch Jones, profesora, y Leonard Francis Wallis, director. Asistió al St Paul's Girls' School (1934-1943) y estudió geografía en St Hugh's College de Oxford (1945-1954), donde completó su doctorado en Filosofía. Se licenció en 1954 con una tesis La exploración del Mar del Sur, 1519 a 1644. 
En 1951, fue nombrada asistente de Raleigh Ashlin Skelton, superintendente de la Sala de Mapas del Museo Británico, sucediéndole en 1967. Fue la primera mujer en ocupar el cargo. En 1968 fue responsable de la adquisición de la colección de mapas de la Royal United Services Institution. También descubrió en Petworth House la versión más antigua del primer globo terráqueo de Inglaterra, obra de Emery Molyneux y que se cree que data de 1592.
Fue presidenta de la comisión permanente sobre la historia de la cartografía de la Asociación Cartográfica Internacional. En 1986, se convirtió en presidenta de la Sociedad Internacional de Coleccionistas de Mapas y fue fundadora de la Sección de Geografía y Mapas de la Federación Internacional de Asociaciones de Bibliotecarios. Se desempeñó como presidenta de la Society for Nautical Research, 1972-1988, y presidenta de la British Cartographic Society (Sociedad Cartográfica Británica). Fue nombrada miembro de la Orden del Imperio Británico en 1986.
Sus publicaciones más importantes incluyen Carteret's voyage round the world, 1766–1769, Cartographical innovations, y la Historians' guide to early British maps.
Se retiró de la Biblioteca Británica en 1986. Murió de cáncer el 7 de febrero de 1995 en el Hospital de St John and St Elizabeth en St John's Wood, Londres. Un obituario escrito por Walter Russell Mead apareció en The Independent el 14 de febrero de 1995. Otro obituario fue publicado en el IFLA Journal.

## Reconocimientos
- Orden del Imperio Británico, 1986.
- Honorable. D.Litt. Universidad Davidson, Carolina del Norte.
- Miembro honorario del Portsmouth Polytechnic.
- Medalla de la British Cartographic Society.[10]
- Caird Medal del Museo Marítimo Nacional.
- Victoria Medal de la Real Sociedad Geográfica. [11]
- Miembro honorario de la Asociación Cartográfica Internacional
- Miembro honorario de la Library Association
- Miembro de la Society of Antiquaries of London.[12]
- En 2020, fue incluida dentro del proyecto “Mujeres Investigadoras en los Archivos Estatales (1900-1970)” para la descripción archivística y creación de un micrositio específico en el Portal de Archivos Españoles (PARES), desarrollado entre 2020-2023.[13] Este proyecto ha sido impulsado por la Subdirección General de Archivos Estatales, con el objetivo visibilizar la labor de investigación realizada en España por las mujeres en el intervalo 1900-1970 partiendo de los registros documentales que se conservan en los Archivos de Gestión de los AAEE del Ministerio de Cultura (el Archivo Histórico Nacional, el Archivo de la Corona de Aragón, el Archivo General de Simancas, el Archivo General de Indias, el Archivo de la Real Chancillería de Valladolid, el Archivo General de la Administración y el Centro de Información Documental de Archivos).